# بازیان (کمون)
بازیان (به فرانسوی: Bazian) یک کمون (فرانسه) در فرانسه است که در canton of Vic-Fezensac واقع شده‌است. بازیان ۱۲٫۷۱ کیلومتر مربع مساحت دارد ۳۰۰ متر بالاتر از سطح دریا واقع شده‌است.